# 1152
| 1152               |
| ------------------ |
| Dødsfald - Fødsler |
|                    |

| Gregoriansk kalender | 1152 MCLII              |
| Ab urbe condita      | 1905                    |
| Armensk kalender     | 601 ԹՎ ՈԱ               |
| Kinesiske kalender   | 3848 – 3849 辛未 – 壬申 |
| Etiopisk kalender    | 1144 – 1145             |
| Jødisk kalender      | 4912 – 4913             |
| Hindukalendere       |                         |
| - Vikram Samvat      | 1207 – 1208             |
| - Shaka Samvat       | 1074 – 1075             |
| - Kali Yuga          | 4253 – 4254             |
| Iransk kalender      | 530 – 531               |
| Islamisk kalender    | 547 – 548               |

Konge i Danmark: Svend 3. Grathe, Knud 5. 1146-1157, Valdemar 1. den Store 1146-1182
Se også 1152 (tal)

## Begivenheder
- Nicolas Breakspeare, den senere pave Hadrian IV besøger Skandinavien og oprettede blandt andet ærkebispesædet i Trondheim
- 4. marts – Frederik I ("Barbarossa") vælges til tysk-romersk konge.
- Barbarossa der regner sig som Danmarks Lensherre udnævner Svend 3. Grathe til konge, mens Knud bliver lensherre over Sjælland